# Chemainus

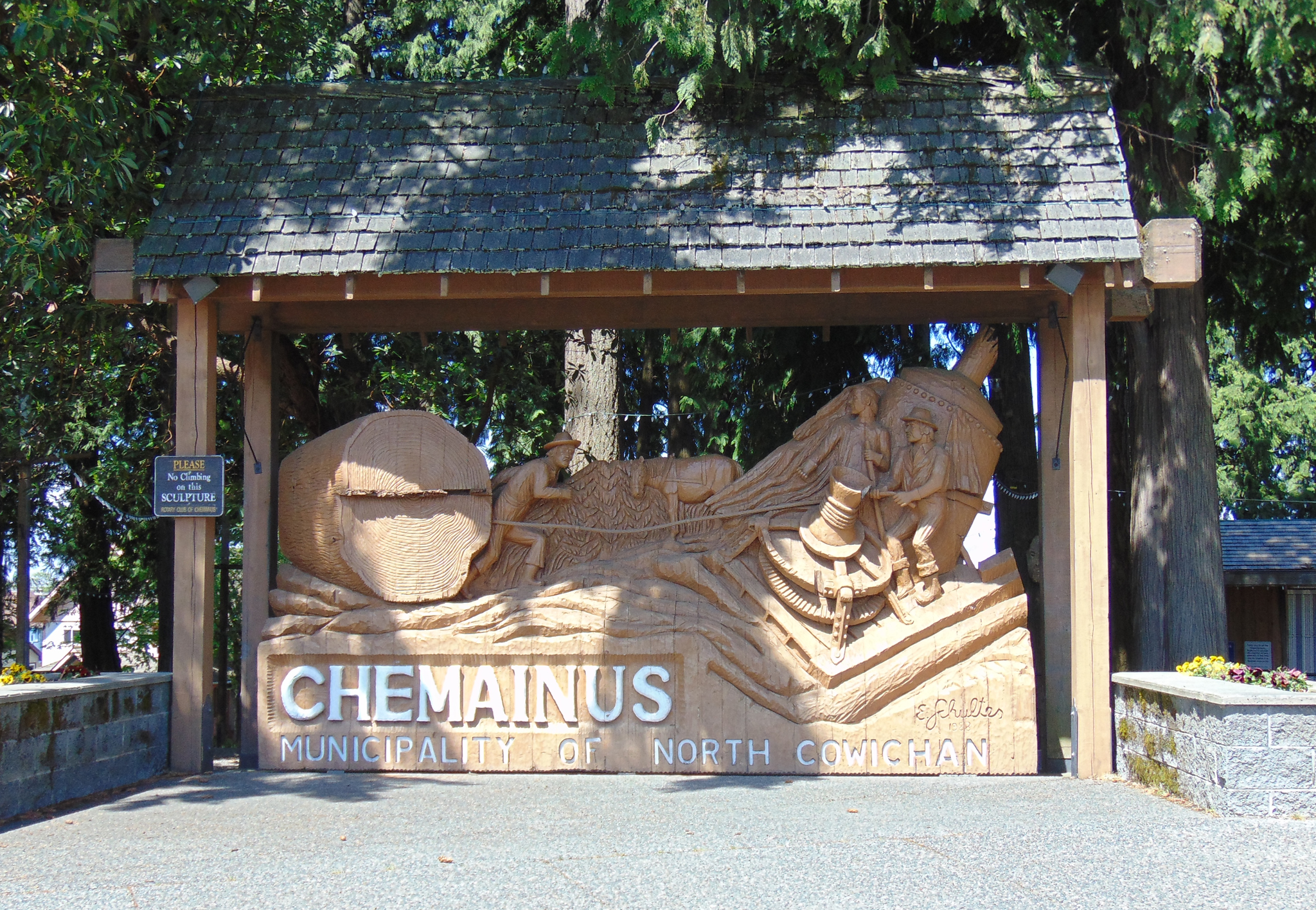
Cartello nella città di Chemainus, sull'Isola di Vancouver, Columbia Britannica

Chemainus è un insediamento nella Chemainus Valley sulla costa Est della parte meridionale dell'Isola di Vancouver, Columbia Britannica, Canada.
Fondata nel 1858 come una città per la lavorazione del legname (logging town) non incorporata, Chemainus oggi è famosa per i suoi 39 murales all'aperto. Questa galleria artistica all'aperto ha dato vita a molte attività commerciali, tra cui un teatro, antiquari e ristoranti. L'industria turistica derivante dai murales ha aiutato a ringiovanire la città dopo che la sua grande segheria era stata chiusa agli inizi degli anni '80 e sostituita da un mulino più piccolo e più efficiente.

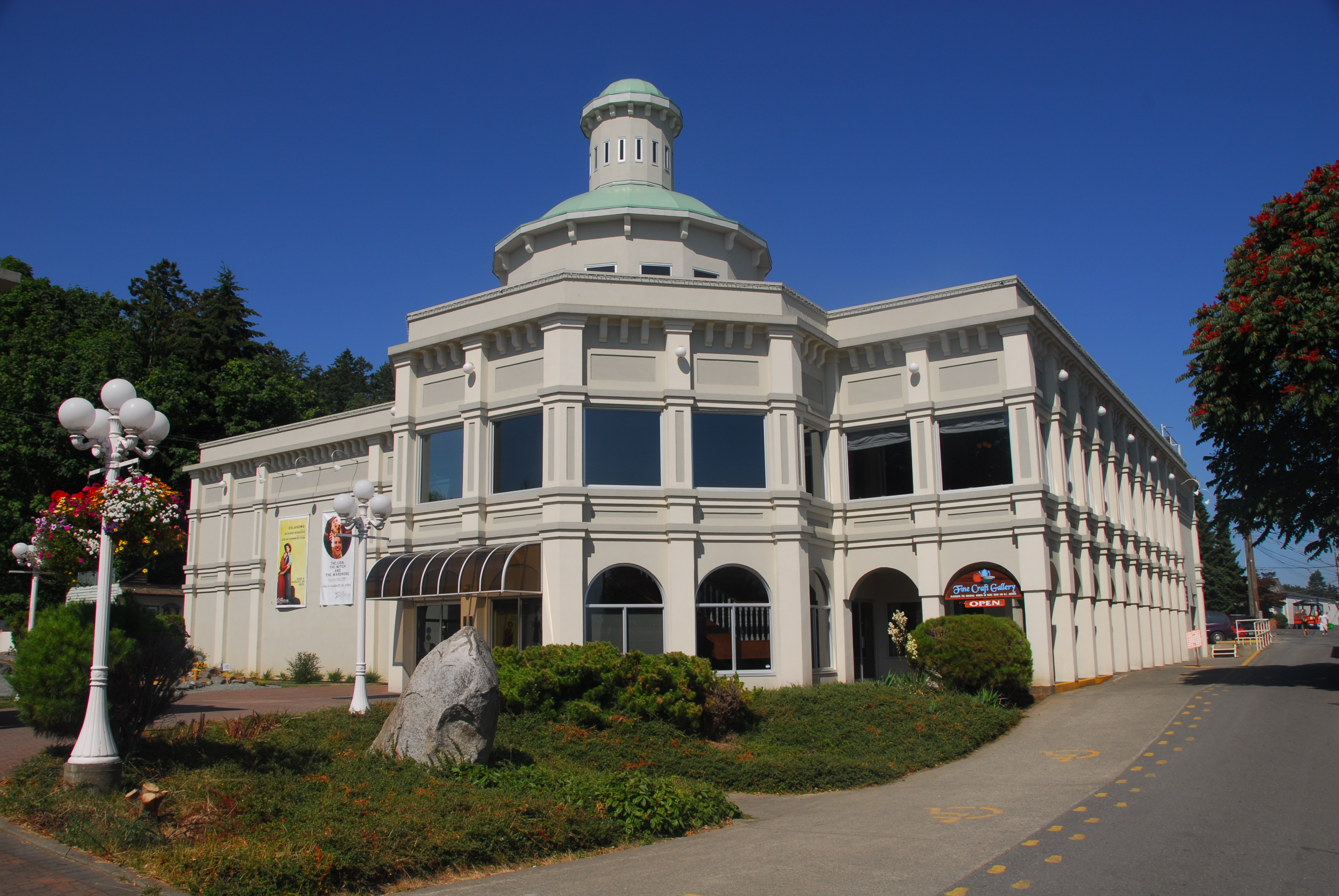
Il teatro di Chemainus

Il name Chemainus deriva dallo sciamano e profeta nativo americano "Tsa-meeun-is" che significa petto rotto. La leggenda narra che l'uomo sopravvisse a una grave ferita nel suo petto per diventare un capo potente. Il suo popolo assunse il suo nome per identificare la loro comunità, la Prima Nazione Stz'uminus, precedentemente Chemainus Indian Band.
La ferrovia arrivò negli anni 1880 e nei primi anni 1920 la popolazione dell'insediamento era cresciuta a 600 persone. Chemainus infine venne dichiarata area popolata da censire da Statistics Canada la quale include i quartieri maggiormente edificati residenziali e commerciali.  La sua popolazione era ulteriormente cresciuto a 3 035 abitanti nel 2011. Un'area più ampia di Chemainus è generalmente considerata come parte della Municipalità Distrettuale di North Cowichan che si trova a Nord di Chemainus River. Questa è l'area di competenza del Chemainus Advisory Committee, istituito come organo consultivo dalla Municipalità di North Cowichan.
La Scuola Secondaria di Chemainus è situata nella cittadina e serve come scuola secondaria gli studenti che abitano a Chemainus, Crofton e Saltair.
A Chemainus si trova un terminal delle linee di traghetti della BC Ferries, che fornisce collegamenti con Thetis Island e Penelakut Island (precedentemente Kuper Island|).
Il 13 gennaio 2006 un aereo Boeing 737 venne affondato al largo della costa per costruire una barriera artificiale. L'affondamento fu documentato in "Sinking Wings", un episodio della serie Mega Builders di Discovery Channel.

## Sviluppo economico e post-fordismo

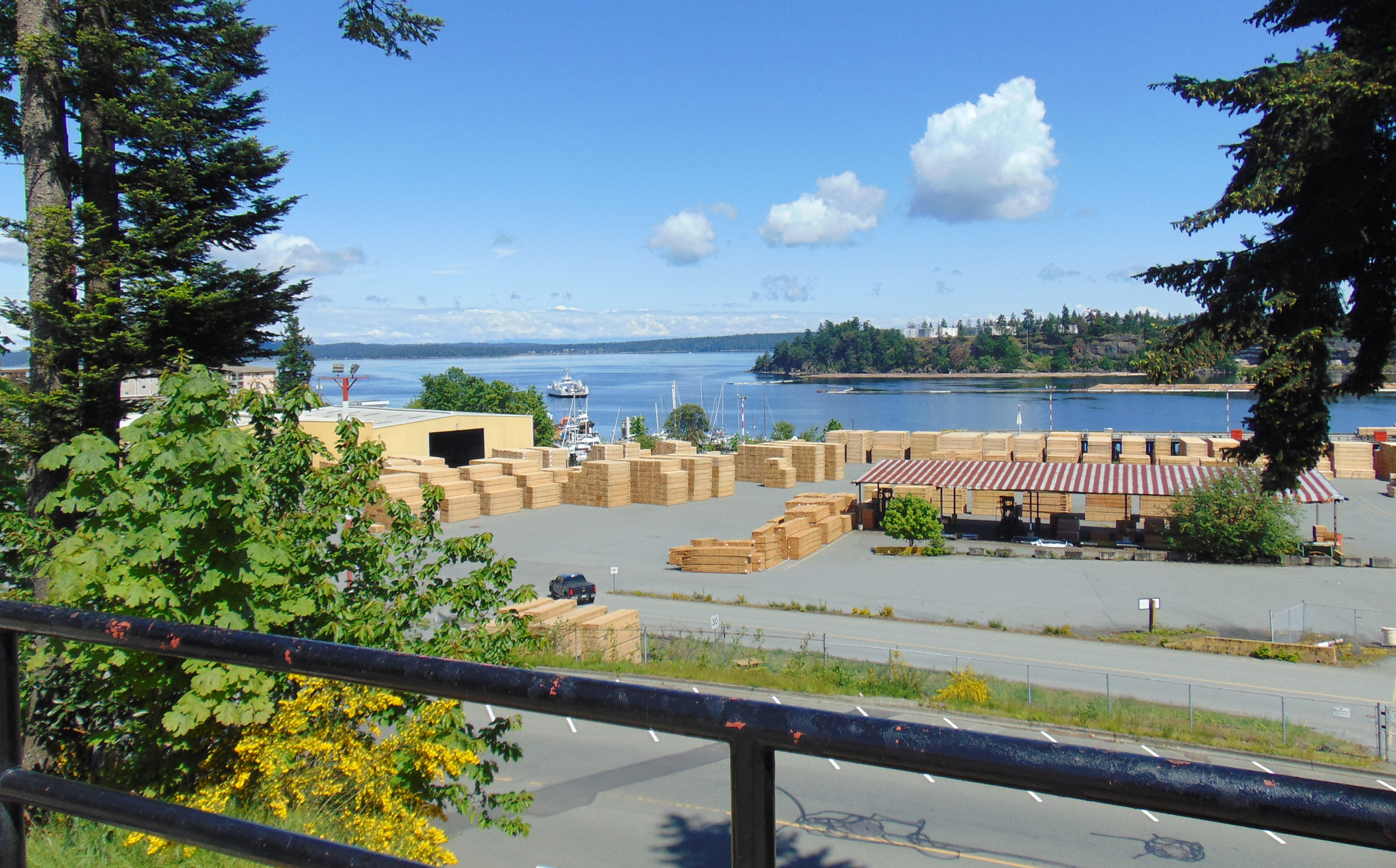
Legname accatastato sul molo a Chemainus, sull'Isola di Vancouver, in Columbia Britannica, da caricare su un mercantile per l'esportazione

Negli anni 1980, l'industria forestale della Columbia Britannica sperimentò un periodo di profonda recessione, in gran parte causata da una sostanziale diminuzione della domanda e del prezzo dei prodotti forestali della Columbia Britannica. Questo calo fu causato dall'aumento della concorrenza globale nei mercati dei prodotti forestali, dalla riduzione di scorte di prodotti forestali in Columbia Britannica, dalla fissazione di tariffe sulle importazioni da parte della Columbia Britannica di prodotti forestali dagli Stati Uniti, questioni riguardanti le rivendicazioni di terre aborigene e l'aumento del sostegno pubblico ai gruppi ambientalisti.
Gli studiosi considerano questa recessione molto importante come rappresentazione di un più ampio passaggio strutturale da un sistema economico di produzione tipico del fordismo, alla base di molte industrie nordamericane, a uno tipico del post-fordismo. Il fordismo è un sistema con metodi di produzione basti sui principi delle tecnologie specializzate di produzione di massa, finalizzato alla conquista di economie di scala. Tuttavia, a causa della crescente competizione globale, delle crisi energetiche, stagflazione e della recessione, il fordismo iniziò a crollare. Di conseguenza, un nuovo sistema di produzione economica, caratterizzato da una maggiore flessibilità e dallo sfruttamento di economie di scopo, noto come post-fordismo, iniziò ad emergere.
Questa transizione impose un pesante fardello alle comunità forestali costiere con industria singola, come Chemainus, a causa dell'aumento della disoccupazione. A Chemainus, la ristrutturazione post-fordista dell'industria forestale della Columbia Britannica comportò una grande ristrutturazione della segheria locale di proprietà della compagnia Macmillan Bloedel (una filiale della Canadian Pacific Railway). Furono installati macchinari automatizzati e all'avanguardia che consentirono una maggiore flessibilità nella produzione di una gamma più ampia di prodotti e una maggiore facilità nel soddisfare le varie richieste del mercato.  Questa ristrutturazione, tuttavia, portò a una riduzione della quantità di lavoratori necessari per il suo funzionamento: una diminuzione da circa 600 lavoratori a 145 lavoratori.
Tuttavia, l'industria forestale in declino a Chemainus portò a una spinta a diversificare l'economia locale. Chemainus ha avuto successo nel far crescere la sua industria turistica attraverso le attività imprenditoriali di cittadini locali. I progetti chiave hanno incluso la rivitalizzazione della strada principale di Chemainus, mediante la pittura di una serie di grandi murales all'aperto, così come la costruzione di un centro commerciale a diversi chilometri di distanza.
La posizione geografica di Chemainus, tra le maggiori città dell'Isola di Vancouver, quali Victoria e Nanaimo, così come la sua vicinanza ai terminal dei traghetti e all'autostrada costiera dell'isola hanno anche contribuito alla crescita del turismo nella comunità.
Mentre le attività turistiche rappresentano una nuova caratteristica dell'economia di Chemainus, l'industria forestale è ancora la maggiore industria nella comunità. La segheria ristrutturata di Chemainus è redditizia e gli sviluppi più recenti come il parco industriale di Chemainus sono stati completati, attirando un certo numero di imprese di re-produzione tra cui Plenks Wood Center e Paulcan.
Nonostante Chemainus sia considerata come un raro esempio di successo nella riqualificazione economica all'interno di piccole comunità con risorse limitate, ci sono ancora alcune incertezze riguardo al suo continuo sviluppo nel futuro. Alcuni osservano che i primi progetti di riqualificazione in Chemainus, come la pittura di grandi murales e altri progetti di rivitalizzazione, dipendevano dai finanziamenti del governo. Questi finanziamenti sono in gran parte scomparsi e alcuni hanno osservato una riduzione delle opportunità per l'imprenditorialità.